# Neocryphoeca
Neocryphoeca is een geslacht van spinnen uit de familie van de waterspinnen (Cybaeidae).

## Soorten
- Neocryphoeca beattyi Roth, 1970
- Neocryphoeca gertschi Roth, 1970